# 1809
- Wikisource

| Calendário gregoriano                                                        | 1809 MDCCCIX                         |
| Ab urbe condita                                                              | 2562                                 |
| Calendário arménio                                                           | 1258 – 1259                          |
| Calendário bahá'í                                                            | -35 – -34                            |
| Calendário budista                                                           | 2353                                 |
| Calendário chinês                                                            | 4505 – 4506 Início a 14 de fevereiro |
| Calendário copta                                                             | 1525 – 1526                          |
| Calendário etíope                                                            | 1801 – 1802                          |
| Calendários hindus - Vikram Samvat - Calendário nacional indiano - Cáli Iuga | 1864 – 1865 1730 – 1731 4909 – 4910  |
| Calendário Holoceno                                                          | 11809                                |
| Calendário islâmico                                                          | 1224 – 1225                          |
| Calendário judaico                                                           | 5569 – 5570                          |
| Calendário persa                                                             | 1187 – 1188 Início a 21 de março     |
| Calendário rúnico                                                            | 2059                                 |
| Calendário solar tailandês                                                   | 2352                                 |

1809 (MDCCCIX, na numeração romana) foi um ano comum do século XIX do actual Calendário Gregoriano, da Era de Cristo, e a sua letra dominical foi A (52 semanas), teve início a um domingo e terminou também a um domingo.

## Eventos

### Janeiro
- 6 a 12 de janeiro - Invasão da Guiana Francesa pelas forças conjuntas de Portugal, Brasil e Inglaterra.

### Fevereiro
- 15 de fevereiro - Invasões Francesas: As forças do tenente-coronel José Joaquim Champalimaud, vindas de Valença, chegam a Caminha, preparando-se para defender a passagem do rio Minho dos ataques franceses.
- 16 de fevereiro - Invasões Francesas: O exército francês tenta nova travessia do Minho, em Caminha, na foz do rio.

### Março
- 4 de março - James Madison toma posse como Presidente dos Estados Unidos, sucedendo a Thomas Jefferson.

### Abril
- 19 de abril - Um exército austríaco é derrotado pelas forças do Ducado de Varsóvia, na Batalha de Raszyn, parte das lutas da Quinta Coligação. No mesmo dia, o exército principal austríaco é derrotado pelas tropas do Primeiro Império Francês comandadas por Louis Nicolas Davout na Batalha de Teugen-Hausen, na Baviera, parte de uma campanha de quatro dias que terminou na vitória francesa.

### Maio
- 13 de maio - Com a vinda da Família Real Portuguesa para o Brasil é fundada a Divisão Militar da Guarda Real de Polícia, predecessora da Polícia Militar do Estado do Rio de Janeiro;

### Outubro
- 12 de outubro - Invasões Francesas: Tentativa de assassinato de Napoleão no Palácio de Schönbrunn, em Viena.

### Novembro
- 27 de novembro - Logro da rua Berners: o escritor Theodore Hook atrai, por brincadeira, dezenas de trabalhadores para uma residência em Londres.

## Nascimentos
- 4 de janeiro - Louis Braille, criador do atual sistema de leitura e escrita para cegos que leva seu nome (Braille).
- 6 de janeiro - Marie Josephine Mathilde Durocher, parteira brasileira (m. 1893)
- 19 de janeiro - Edgar Allan Poe, escritor, poeta, romancista, editor e crítico literário estado-unidense (m. 1849).
- 12 de fevereiro
  - Abraham Lincoln, 16° presidente dos Estados Unidos (m. 1865).
  - Charles Darwin, biólogo, escritor e naturalista inglês. (m. 1882)
- 3 de março - Santa Paula Frassinetti, fundadora da Congregação das Irmãs de Santa Dorotéia, canonizada em 1984.
- 29 de março - Bettino Ricasoli, político italiano (m. 1880).
- 1 de abril - Nikolai Gogol, escritor, dramaturgo, contista e romancista ucraniano (m. 1852).
- 25 de julho - Ferdinand Redtenbacher, engenheiro alemão, considerado o fundador da engenharia mecânica (m. 1863).
- 4 de setembro - Luigi Federico Menabrea, político italiano (m. 1896).
- 6 de setembro - Bruno Bauer, filósofo, teólogo e historiador alemão (m. 1882)

## Mortes
- Nicolau Abraão Abildgaard, foi um pintor dinamarquês, n. 1743.
- Jean Lannes, foi um marechal da França, n. 1769.
- Thomas Paine, Escritor e intelectual da Revolução Americana, n. 1737.

## Por tema
- 1809 no Brasil
- 1809 na ciência
- 1809 no jornalismo
- 1809 na literatura
- 1809 na música